# Pucciniomycetes

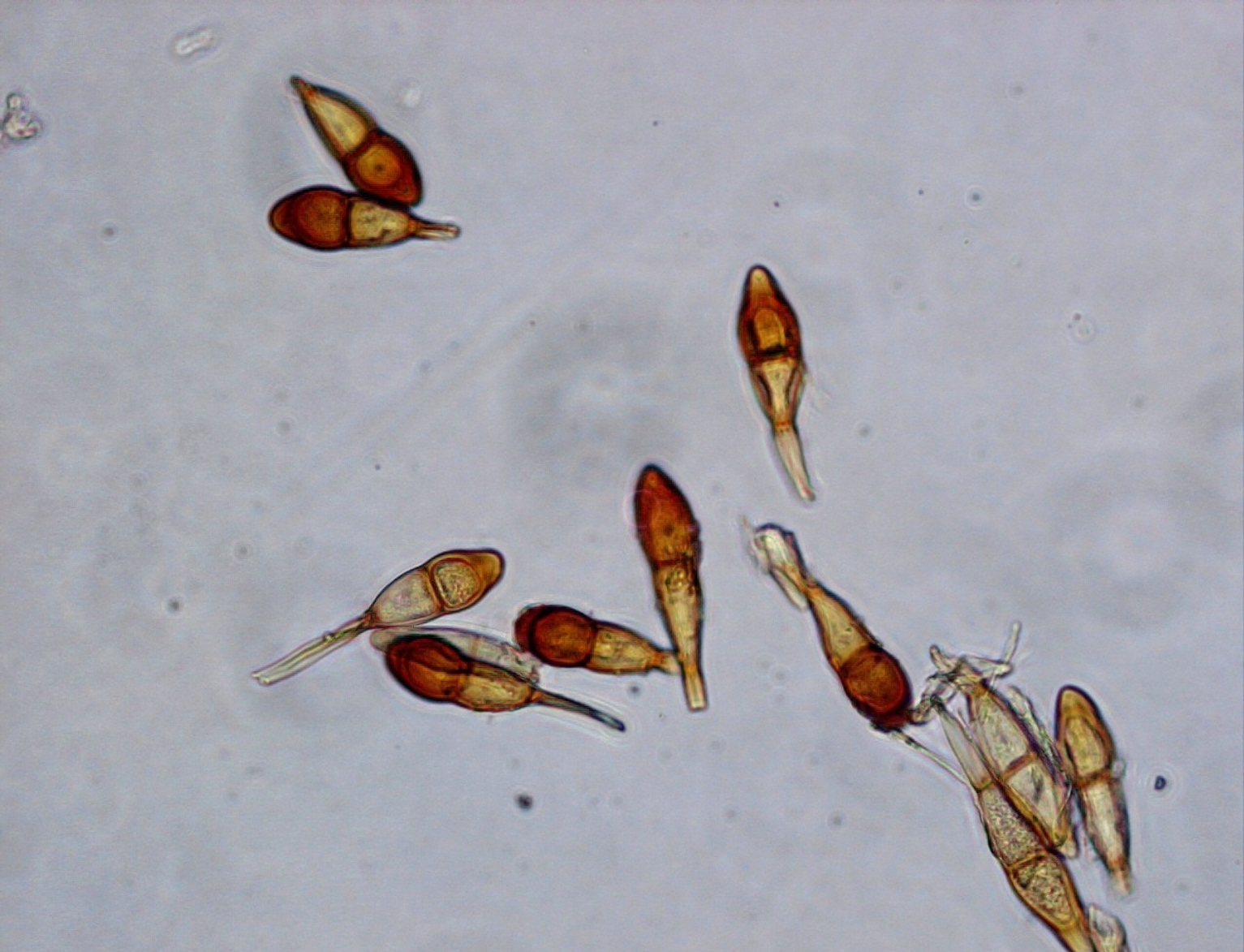
Teleutosporen van zwarte roest

Pucciniomycetes (oude naam: Urediniomycetes) of roesten vormen een klasse binnen het rijk van de schimmels (Fungi), behorend tot de stam van Basidiomycota.
Roesten veroorzaken ziekten bij planten. De schimmels tasten het blad aan. Ze komen onder andere voor op granen, gras en prei.
In Nederland komen ongeveer 200 roestschimmels voor.

## Levenscyclus
De levenscyclus bestaat uit vijf stadia, die op twee verschillende waardplanten doorlopen worden. Op de ene waardplant worden teleutosporen, basidiosporen en uredosporen gevormd en op de andere waardplant spermatiën en aecidiosporen.
De teleutospore is de dikwandige, gekleurde rustspore, die in de loop van het seizoen gevormd wordt in het telium (vruchtlichaam). Het telium wordt net voor het afsterven van de waardplant gevormd. De gesteelde teleutospore is tweecellig en heterothallisch. In het voorjaar kiemt de teleutospore en vormt een basidium, waarop de basidiospore gevormd wordt.
De basidiospore infecteert de waardplant en vormt daar een spermogonium met spermatiën en receptieve hyfen. Na bevruchting van een receptieve hyfe van het spermogonium door een spermatium met een ander paringstype wordt een aecium met haploïde-dikaryotische aecidiosporen gevormd. Ook kan een aecium gevormd worden uit twee paringshyfen met verschillend paringstype.
De aecidiospore kiemt op de andere waardplant, waarna een uredinium gevormd wordt. Het uredinium vormt uredosporen, die vervolgens weer andere uredinia vormen. Later in het seizoen worden ten slotte in het uredinium naast uredosporen ook teleutosporen gevormd of vormt het mycelium een telium met teleutosporen.

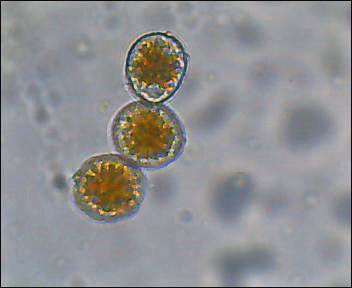
Uredosporen van bruine roest
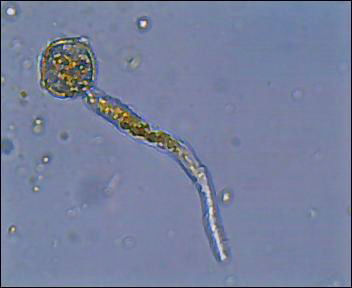
Kiemende uredospore van bruine roest
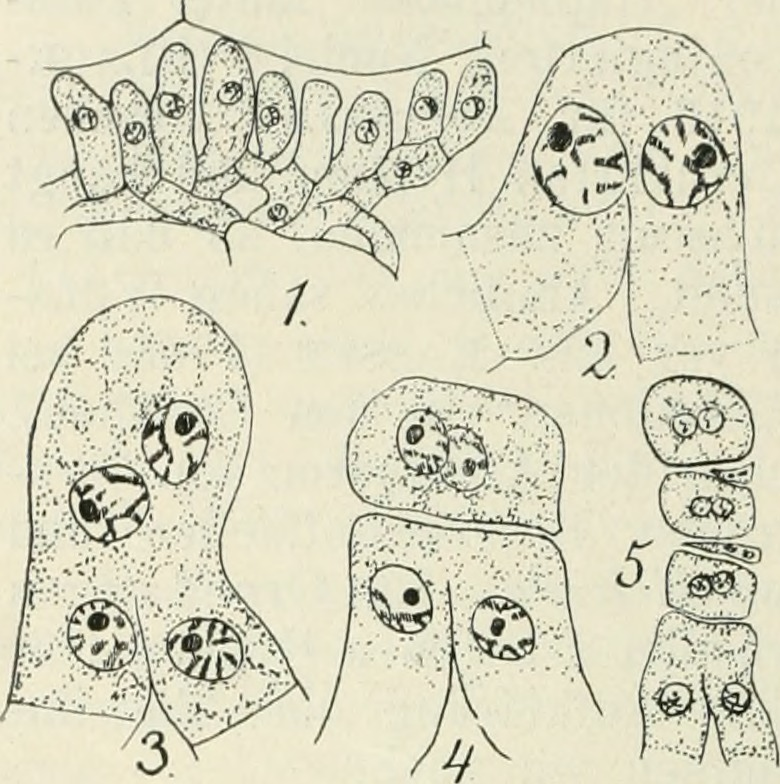
Aecidiosporevorming bij Phragmidium speciosum: 1. Jong aecium, 2. Versmelting twee buurcellen, 3. Na kernversmelting (karyogamie) volgt twee keer een kerndeling, 4. het bovenste deel van 3 wordt de moedercel van de aecidiosporen. 5 een rij van drie tweekernige aecidiosporen, die door een septum gescheiden zijn; hieronder versmeltende cellen.
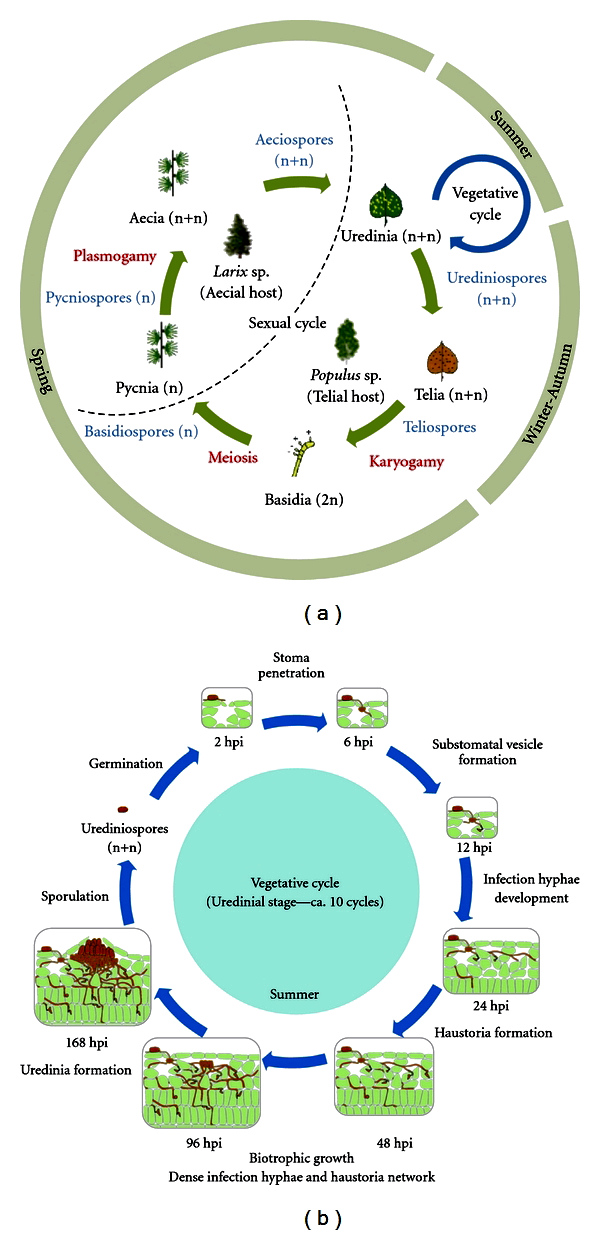
Schema levenscyclus van lariks-populierenroest (Melampsora larici-populina). hpi=uren na infectie.

## Taxonomie
De taxonomische indeling van de Pucciniomycetes is als volgt:
Klasse: Pucciniomycetes
- Orde: Agaricostilbales
  - Familie: Agaricostilbaceae
- Orde: Atractiellales
  - Familie: Atractogloeaceae
  - Familie: Chionosphaeraceae
  - Familie: Hoehnelomycetaceae
  - Familie: Pachnocybaceae
  - Familie: Phleogenaceae
- Orde: Microbotryales
  - Familie: Microbotryaceae
  - Familie: Ustilentilomataceae
- Orde: Platygloeales
  - Familie: Platygloeaceae
- Orde: Septobasidiales
  - Familie: Septobasidiaceae
- Orde: Uredinales
  - Familie: Chaconiaceae
  - Familie: Coleosporiaceae
  - Familie: Cronartiaceae
  - Familie: Melampsoraceae
  - Familie: Micronegeriaceae
  - Familie: Phakopsoraceae
  - Familie: Phragmidiaceae
  - Familie: Pileolariaceae
  - Familie: Pucciniaceae
  - Familie: Pucciniastraceae
  - Familie: Pucciniosiraceae
  - Familie: Raveneliaceae
  - Familie: Sphaerophragmiaceae
  - Familie: Uncolaceae
  - Familie: Uropyxidaceae

## Fotogalerij

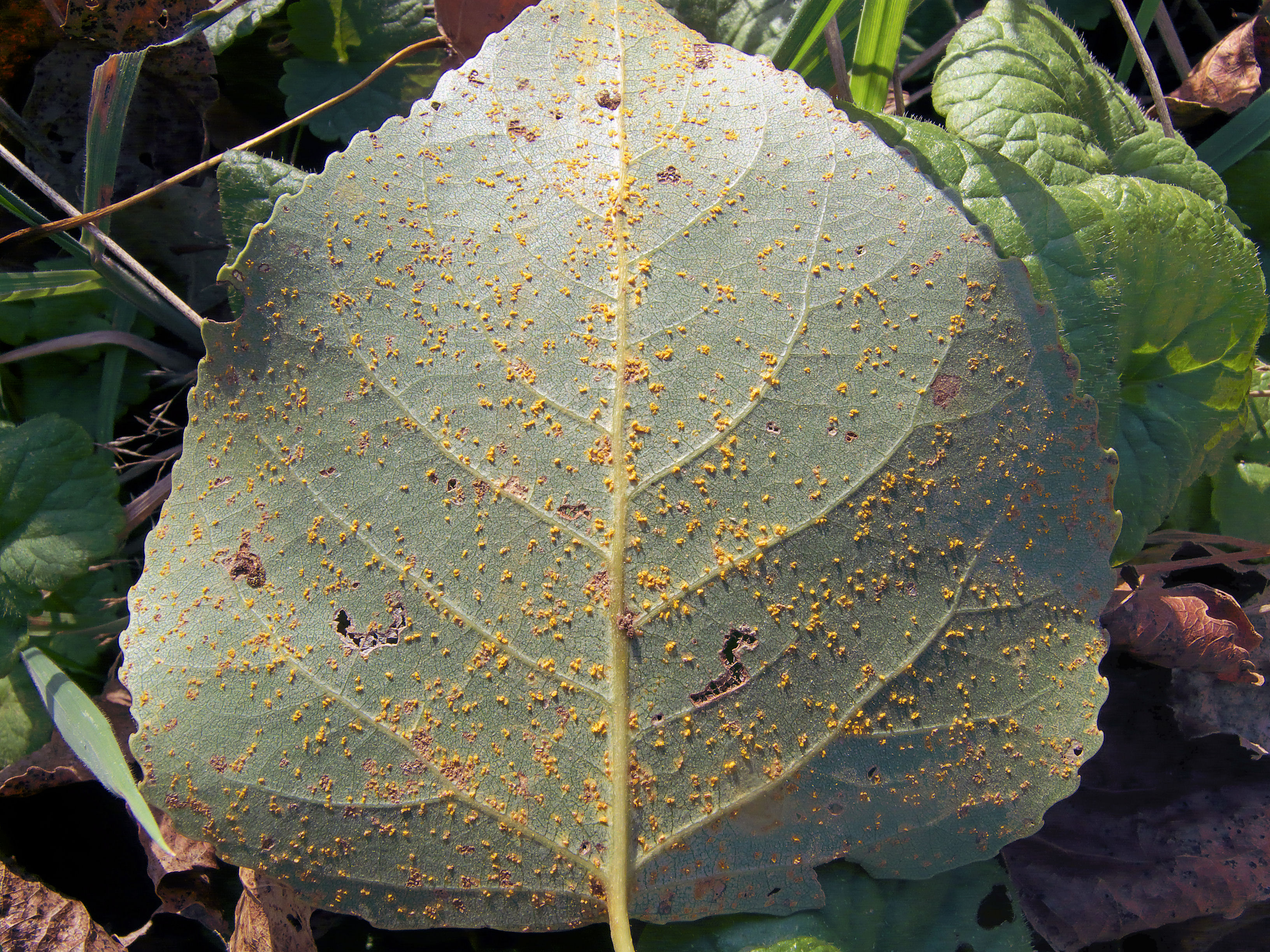
Uredinia van Melampsora larici-populina op achterkant blad van de Canadese populier
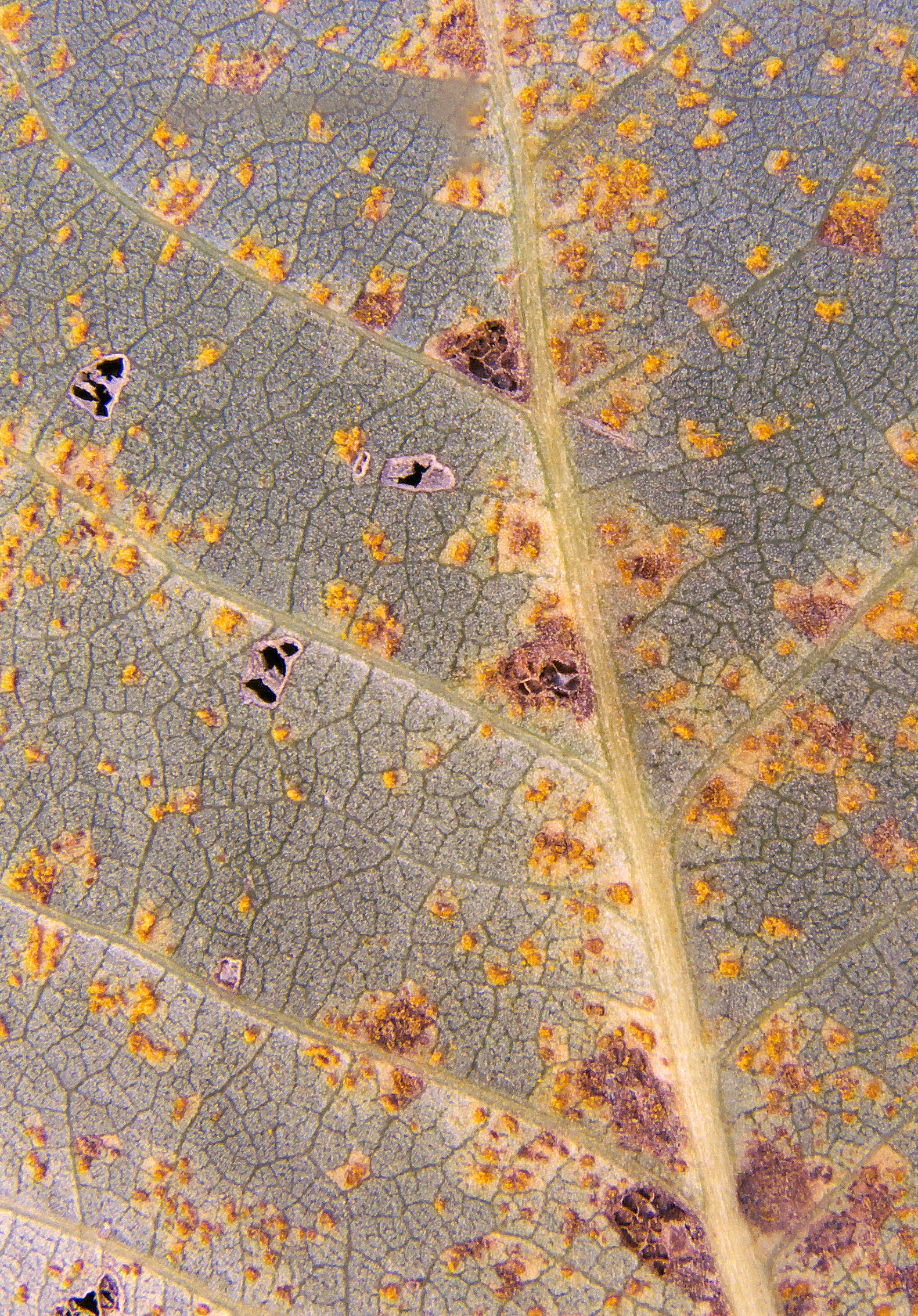
Close-up uredinia van Melampsora larici-populina
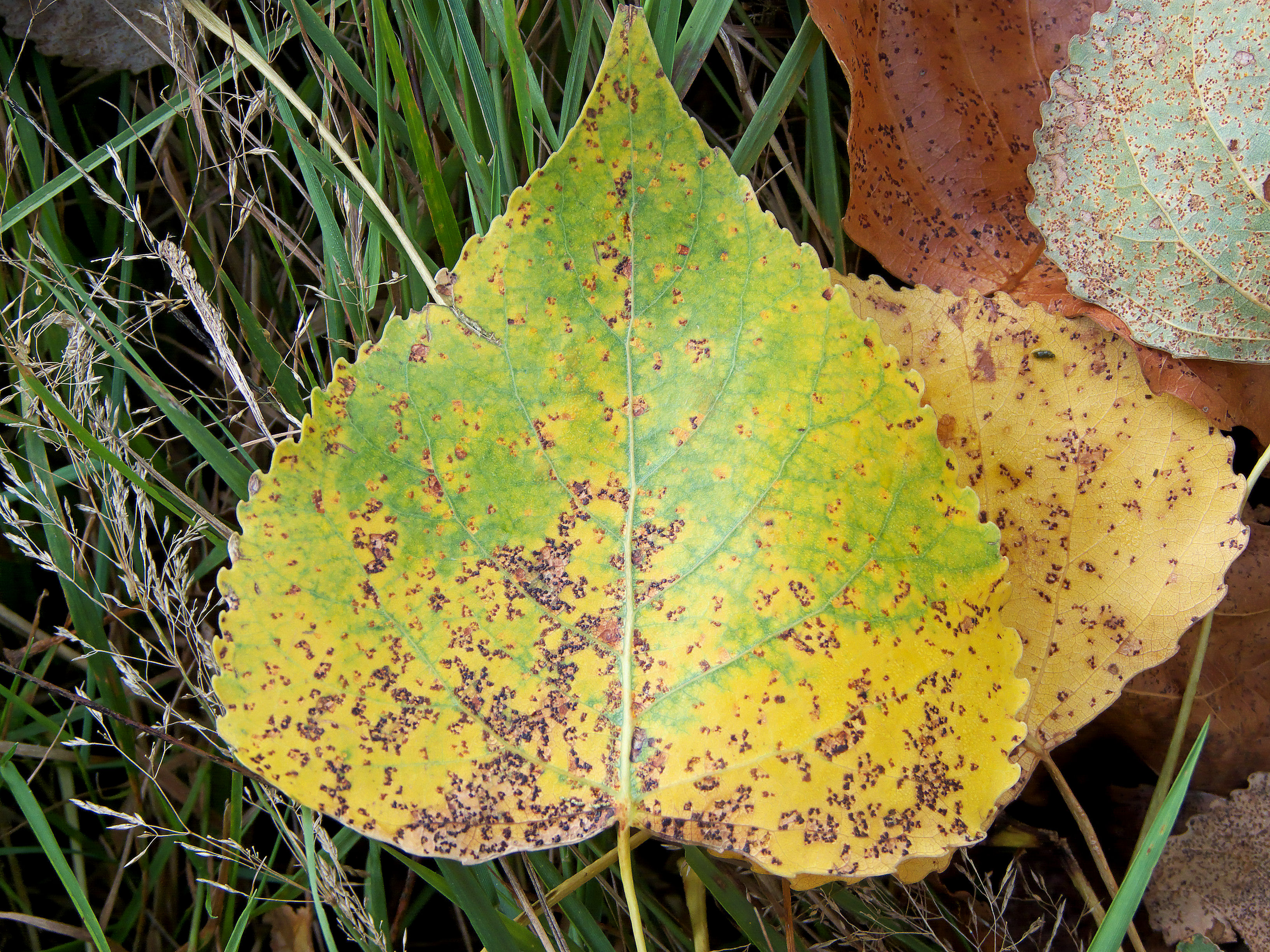
Telia van Melampsora larici-populina op blad van de Canadese populier
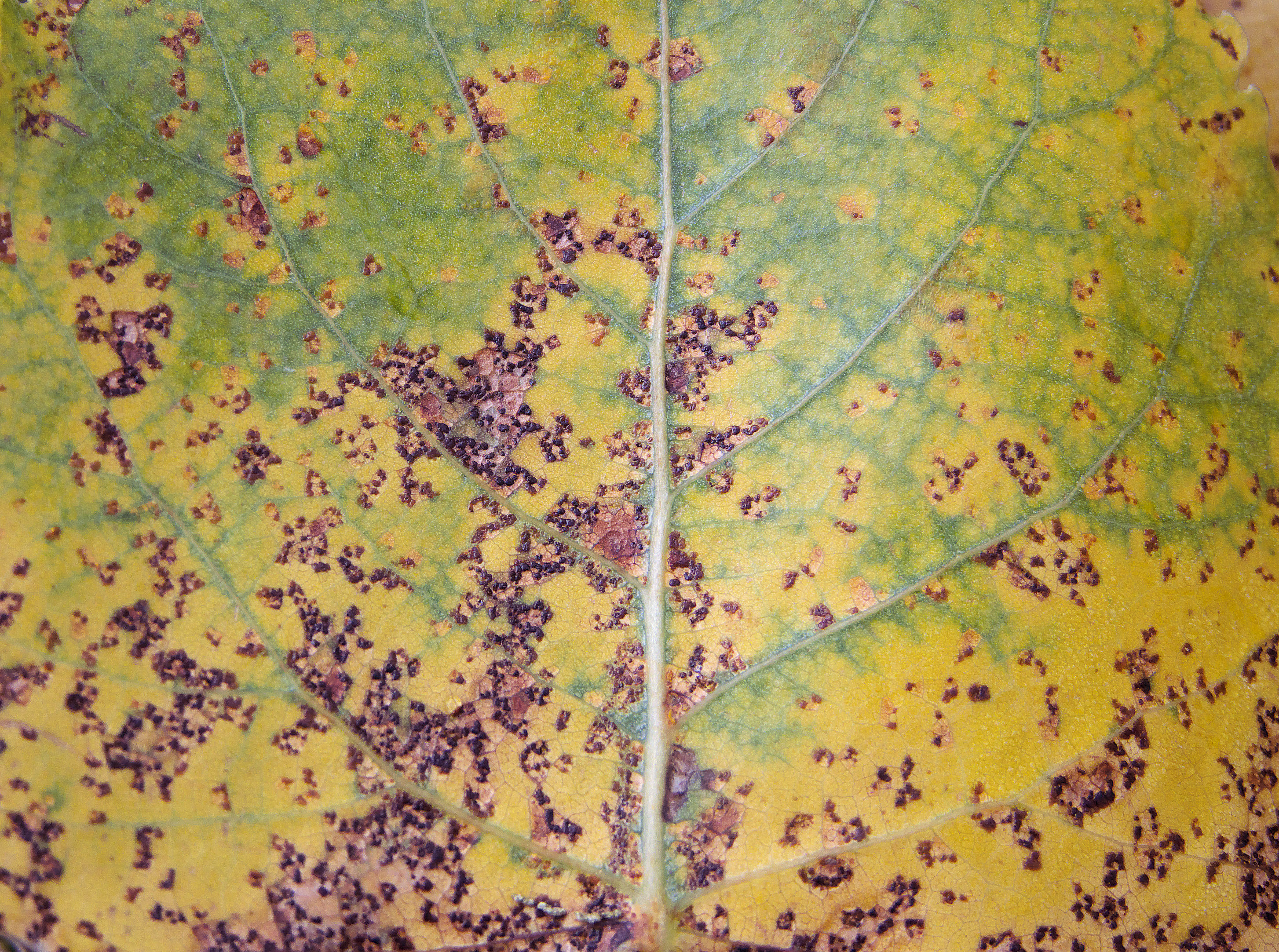
Closeup telia van Melampsora larici-populina